# Cabirus procas
Cabirus procas är en fjärilsart som beskrevs av Pieter Cramer 1777. Cabirus procas ingår i släktet Cabirus och familjen tjockhuvuden. Inga underarter finns listade i Catalogue of Life.

## Bildgalleri

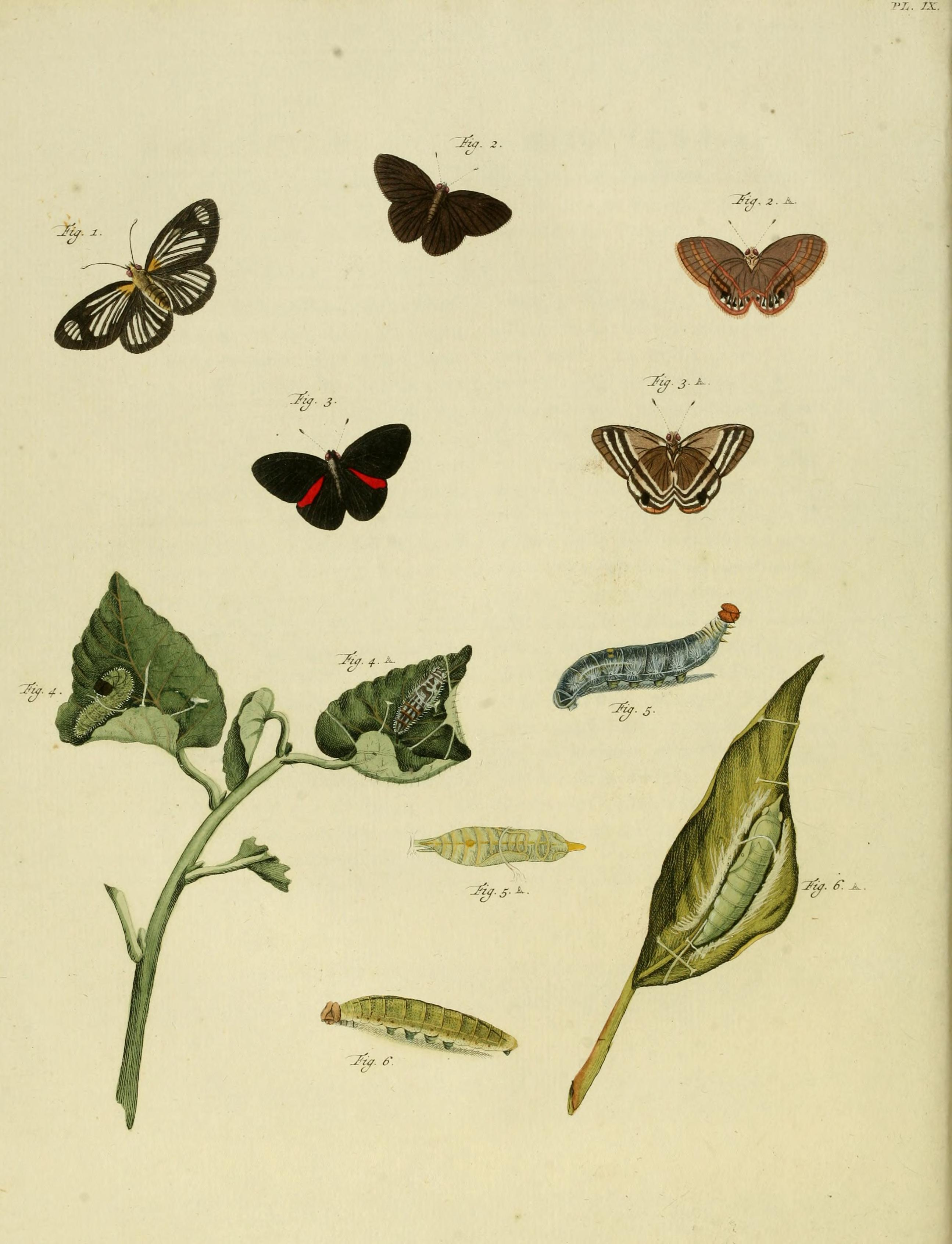
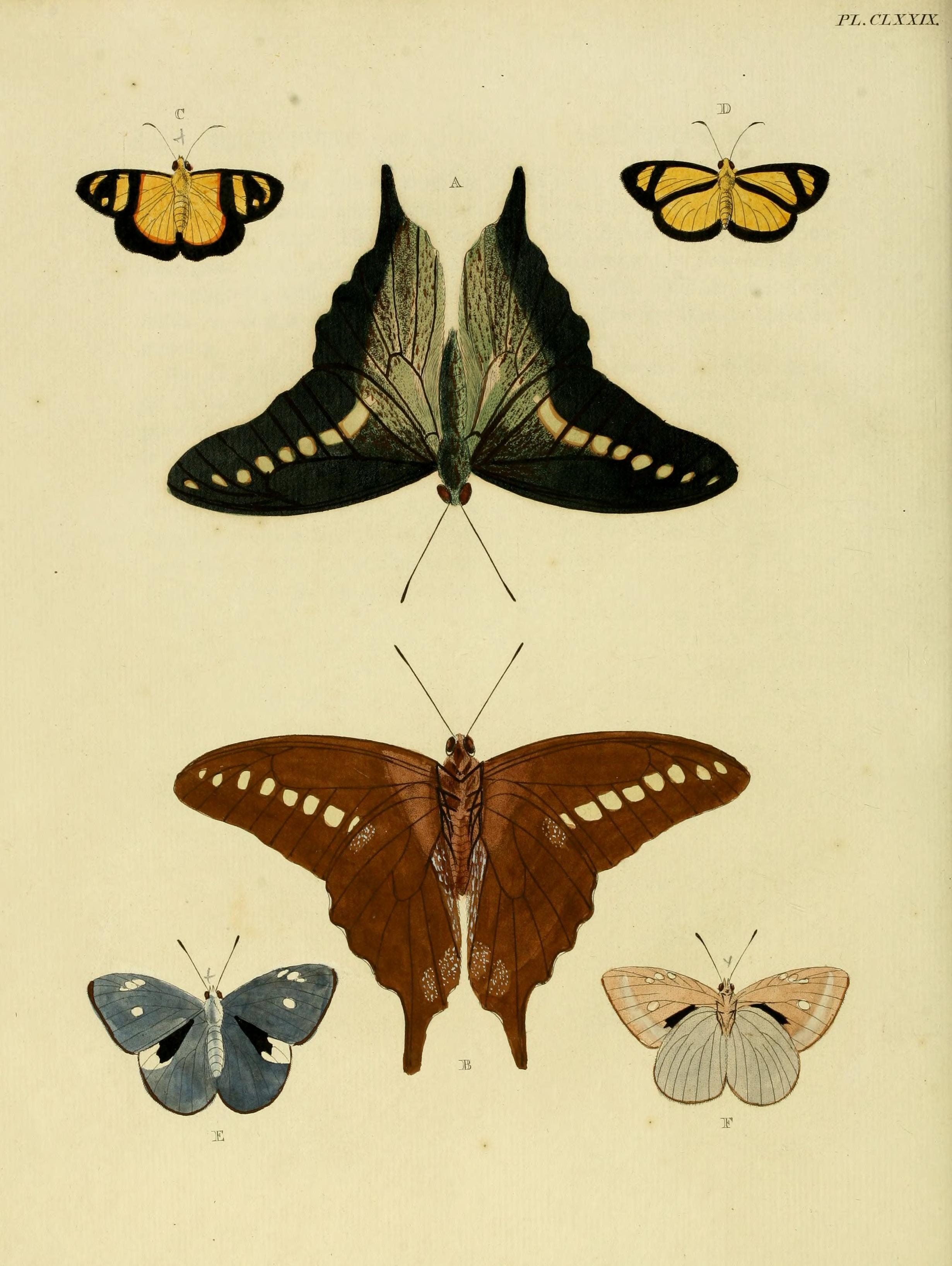